# 西藏梨藤竹
西藏梨藤竹（学名：Melocalamus elevatissimus）为禾本科藤梨竹属下的一个种。

## 扩展阅读
- 維基物種上的相關：西藏梨藤竹